# 大城小事 (電影)
《大城小事》是一部2004年上映的愛情電影，由葉偉信執導、郭子健編劇、黎明和王菲主演，在上海進行拍攝工作。黎明在這電影擔任創作總監，為故事內容提供意見，並於拍攝現場進行監督。

## 故事
时值深冬，冷风呼啸而过，在马路旁的一间新式面店内，一对男女，周谦（黎明 饰）和辛小月（王菲 饰）分手了，没有呼天抢地的哭声，也没有你死我活的对骂声，就只是这样，平淡和平得像没事发生过一样结束了这段只维持了一年半的爱情。
谦是一名任职于国立大医院的医生，有从医的理想目标，凡事一丝不拘。小月是一间小型公关公司的主理人，是个时代职业女性，在上海这个竞激烈的世界里，两个人都各自为着自己的工作和理想而努力。分手后二人各不相干，也再不相见，虽然居住在同一个城市里，却有若天涯，冬去春来，就这样过了两个月。
富绅孟仕存，年过八十，日子过得富足，但他的家人想在他余下的有限时间里，让他过一次精彩的生日，孟的管家兼得力助手马时法立即暗里招集各大公关公司，为孟安排一次别出心裁的惊喜生日会，其中有份竞投的就是小月，小月接到这单大生意，当然拼尽所有，甚至不惜借钱来预备这次竞投。而另一方面，马时法亦顾及孟老先生年时巳高，身体状况未必一定能抵受过大刺激性的活动，因而亦找来医生周谦作为评估。终于来到提交建议书的当日，小月信心满怀，心想一定马到功成，怎料，却在现场见到谦，谦更因为自身专业的立场，认为活动有机会影响孟老先生的身体而否决了小月的建议。旧情人多月不见，一见却是水火不容。
在重遇小月后，谦的情绪开始变化，也回想当天为什么一起，为什么会分手，经过的所有地方也好像看到小月的幻像，一阵无法言喻的失落涌上心头。另一方面，小月再见马时法，马时法向小月说出仍有机会搞孟老先生的生日会，小月异常开心，但马却说出若小月再有什么新的点子想了出来，一定要找谦作评估，以让孟宅安心。谦接到小月的电话兴奋不已，却原来是小月找谦来为派对节目内容作评估，小月的设计浪漫而有创意，令谦很是惊讶，谦更发觉与小月过往的恋爱中也好像从未感受过如此浪漫的情景，虽然已不是情侣身份了，却有机会遇上，谦心里生出些微变化，但小月却只是一心向着工作，叫谦看完后要尽快写出报告后便离去。经过此次，谦心情一直无法平伏，当天是自己提出了分手，今天却又再萌起了感觉，谦决定不理，任由事情发生下去，之后接连几天，小月都找谦出来试她的新设计，全都是浪漫而精彩的节目，不单是谦，连小月也开始感受到一些奇异的感觉。
谦遇上了孟老爷，更得知原来孟老爷有一个多年的心结，若能解决这件事，会是他觉得最快乐的事！谦想把此事说给小月知道，于是转告马时法……不久后，小月接到马时法电话，马时法把孟老爷的生日愿望告知小月，小月开心不已，更感激马时法的帮忙，但此时，马时法却告知小月一切事情也是谦告知的，小月登时呆住。
孟老先生的生日快到，却在此时收到一个惊人噩耗，孟先生竟然在昨天突然心脏病发去世了，喜事顿变成了白事，一阵阴霾驱之不散，谦决定要把小月追回来，但小月却再出了一个难题给谦，要谦在限定时间内找到自己，谦疲于奔命的四处找小月，找遍了二人曾经到过的所有地方，但仍是找不着，但谦仍是决不放弃……

## 演員表
- 黎明 飾 周谦
- 王菲 飾 辛小月
- 李唐 飾 孟仕存
- 曉海 飾 周謙助理－小剛
- 陳建斌 飾 馬時法-孟家秘書
- 李奈映 飾 孟仕存舊情人－張玲
- 姜易宏 飾 交通警－小南
- 周月 飾 辛小月助理－洋洋

## 電影原聲大碟
《大城小事電影原聲大碟》由雷頌德監製，新力音樂發行，收錄了電影主題曲、插曲及配樂，合共20首作品，於2004年3月1日在香港推出；2004年3月9日在台灣推出。

## 獎項
| 日期          | 頒獎典禮         | 獎項         | 名單 | 結果 | 來源   |
| ------------- | ---------------- | ------------ | ---- | ---- | ------ |
| 2005年1月12日 | 第七屆長春電影節 | 最佳男演員獎 | 黎明 | 獲獎 | [ 11 ] |

## 外部連結
- 開眼電影網上《大城小事》的資料（繁體中文）
- 豆瓣电影上《大城小事》的資料 （简体中文）
- 时光网上《大城小事》的資料（简体中文）
- AllMovie上《大城小事》的资料（英文）
- 爛番茄上《大城小事》的資料（英文）
- 香港影庫上《大城小事》的資料（繁體中文）
- 互联网电影数据库（IMDb）上《大城小事》的资料（英文）